# Condado de Grant (Kansas)
El condado de Grant (en inglés: Grant County) es un condado en el estado estadounidense de Kansas. En el censo de 2000 el condado tenía una población de 7.909 habitantes. La sede de condado es Ulysses. El condado fue fundado el 20 de marzo de 1873 y fue nombrado en honor a Ulysses S. Grant, el 18° Presidente de los Estados Unidos.

## Geografía
Según la Oficina del Censo, el condado tiene un área total de 1.489 km² (575 sq mi), de la cual 0,03% es agua.

### Condados adyacentes
- Condado de Kearny (norte)
- Condado de Finney (noreste)
- Condado de Haskell (este)
- Condado de Stevens (sur)
- Condado de Stanton (oeste)
- Condado de Hamilton (noroeste)

## Demografía
En el  censo de 2000, hubo 7.909 personas, 2.742 hogares y 2.097 familias residiendo en el condado. La densidad poblacional era de 14 personas por milla cuadrada (5/km²). En el 2000 había 3.027 unidades habitacionales en una densidad de 5 por milla cuadrada (2/km²). La demografía del condado era de 77,00% blancos, 0,21% afroamericanos, 0,86% amerindios, 0,37% asiáticos, 19,46% de otras razas y 2,10% de dos o más razas. 34,67% de la población era de origen hispano o latino de cualquier raza. 
La renta promedio para un hogar del condado era de $39.854 y el ingreso promedio para una familia era de $44.914. En 2000 los hombres tenían un ingreso medio de $34.464 versus $22.000 para las mujeres. La renta per cápita para el condado era de $17.072 y el 10,10% de la población estaba bajo el umbral de pobreza nacional.

## Ciudades y pueblos
- Hickok
- Ryus
- Stano
- Sullivans Tracks
- Ulysses